# Monumento a los homosexuales perseguidos por el nazismo
El Monumento en memoria de los homosexuales perseguidos por el nazismo está situado en el parque Tiergarten de Berlín. Se erigió por el parlamento alemán en recuerdo de las víctimas homosexuales del holocausto, inaugurándose el 27 de mayo de 2008.

## Diseño

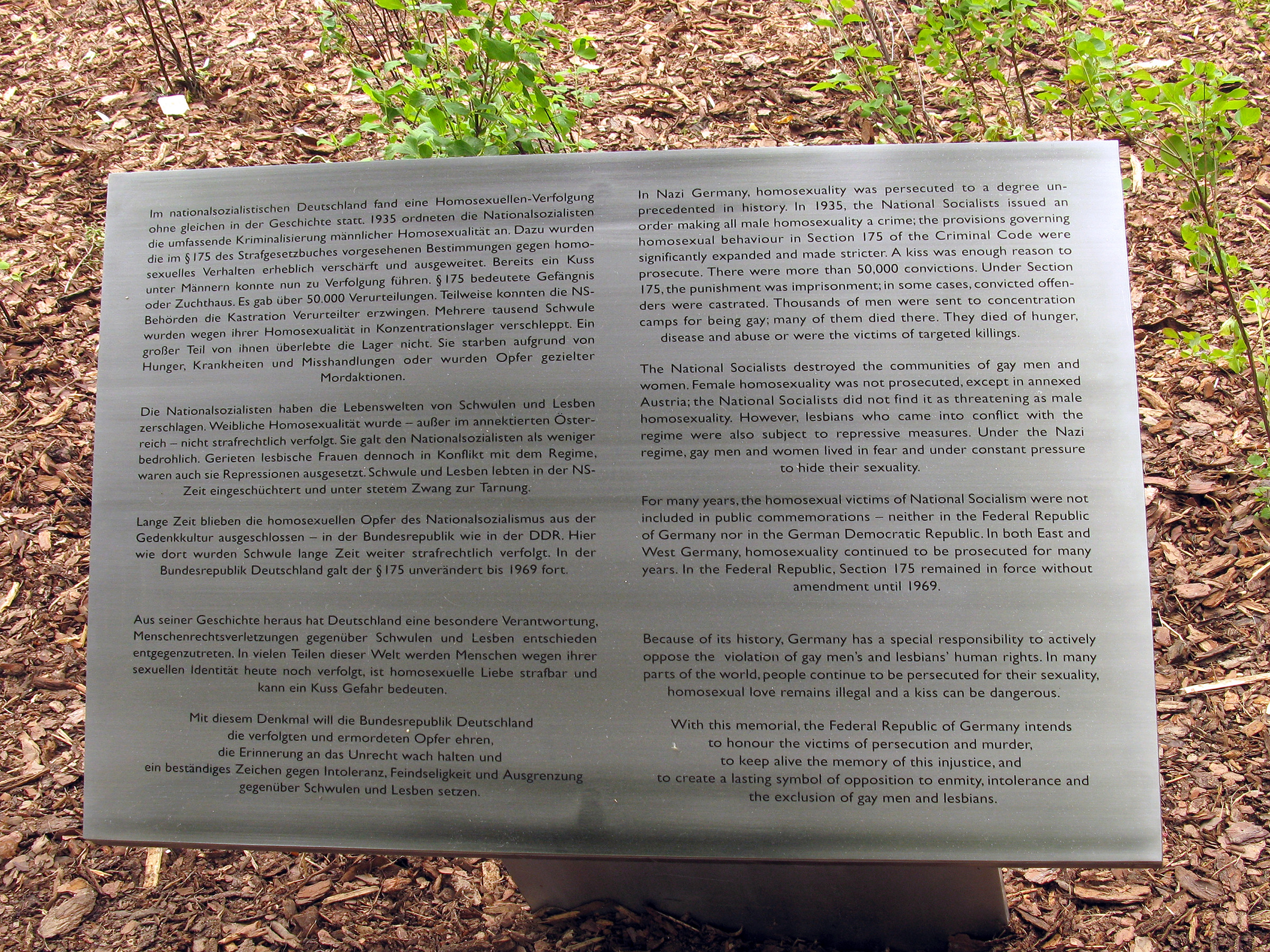
Cartel explicativo junto al monumento.

El monumento fue diseñado por los artistas Michael Elmgreen y Ingar Dragset. Es una estructura de hormigón en forma de ortoedro. En la cara frontal hay una ventana a través de la cual los visitantes pueden ver un vídeo con dos hombres besándose.
La obra fue la tercera de este tipo de monumentos conmemorativos en Alemania tras el Ángel de Frankfurt (1994) y el Triángulo rosa de Colonia (1995). La colocación del memorial de la capital alemana fue apoyada por todos los partidos políticos del Bundestag, que aprobó su colocación en 2003 y terminada en 2008.
Junto al monumento hay un cartel con una inscripción, en alemán e inglés, en la que se puede leer una breve historia de la persecución sufrida por los gays durante el nazismo, por medio del artículo 175 del código penal, y de cómo tras la caída del régimen, siguió vigente el artículo que prohibía la homosexualidad más de dos décadas, hasta que fue reformado en 1969 y completamente derogado en 1973.

## Historia

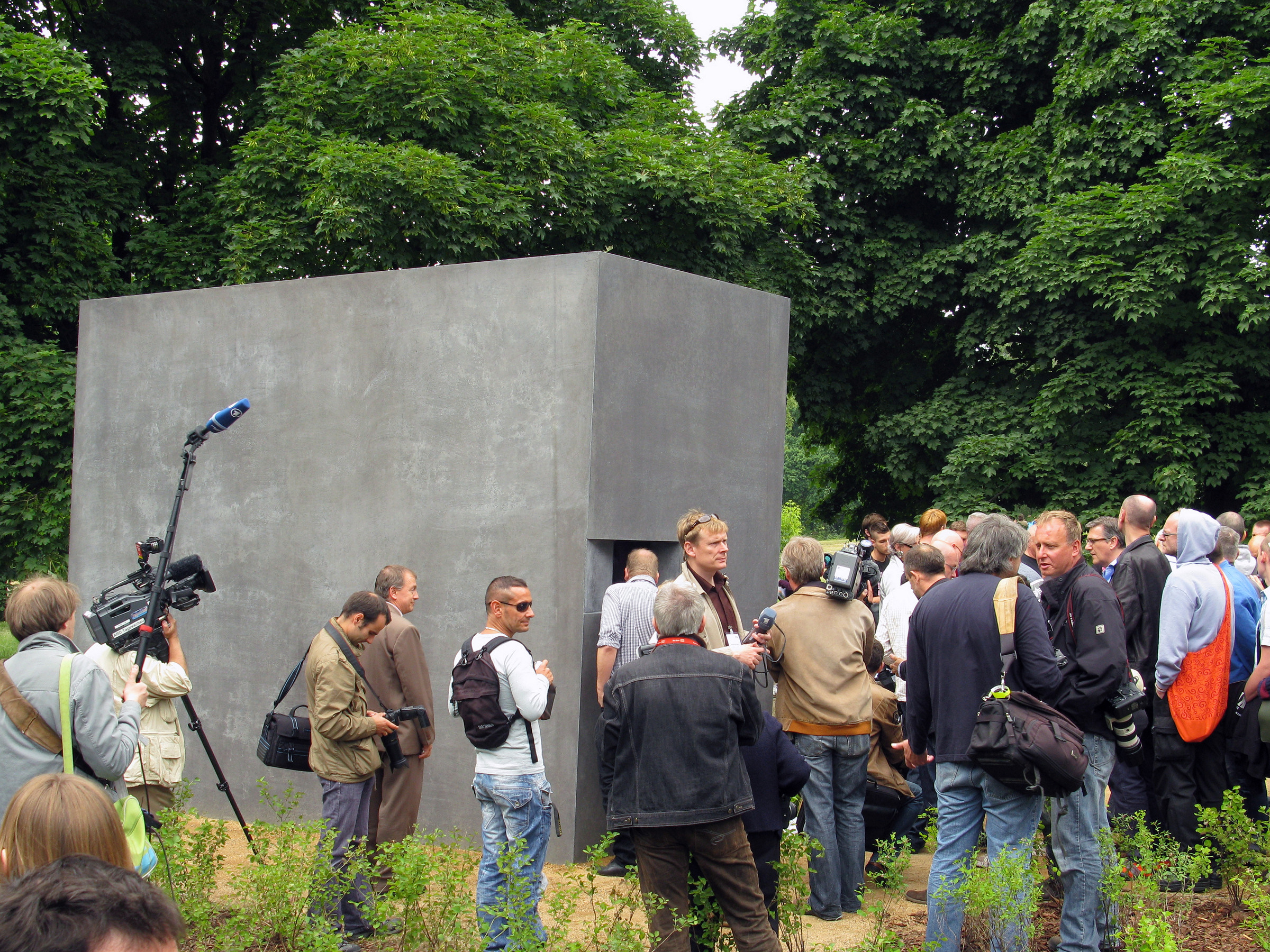
Inauguración del monumento, 27 de mayo de 2008

Las víctimas homosexuales del Holocausto nazi no fueron reconocidas oficialmente al terminar la guerra en 1945. Es más, al seguir vigente el artículo 175 y sin reformar hasta 1969 los homosexuales que habían escapado de los campos de concentración podían volver a ser condenados bajo la misma legislación, lo que evitó que pudieran hacer ninguna clase de reclamación. Hasta los años 1980 no empezó a hablarse de estas víctimas olvidadas. En 1985 a instancias del presidente Richard von Weizsäcker se reconoció a los homosexuales entre los grupos de víctimas.
El grupo Der homosexuellen NS-Opfer gedenken y la Federación alemana de lesbianas y gays iniciaron una campaña 1993 para que se erigiera en Berlín un monumento en recuerdo de las víctimas homosexuales.
El 12 de diciembre de 2003 el Bundestag aprobó la construcción de un monumento conmemorativo en un borde del Tiergarten, cerca del Monumento en memoria de los judíos asesinados en Europa. Entonces se convocó un concurso entre los artistas para que se eligiera un proyecto adecuado.

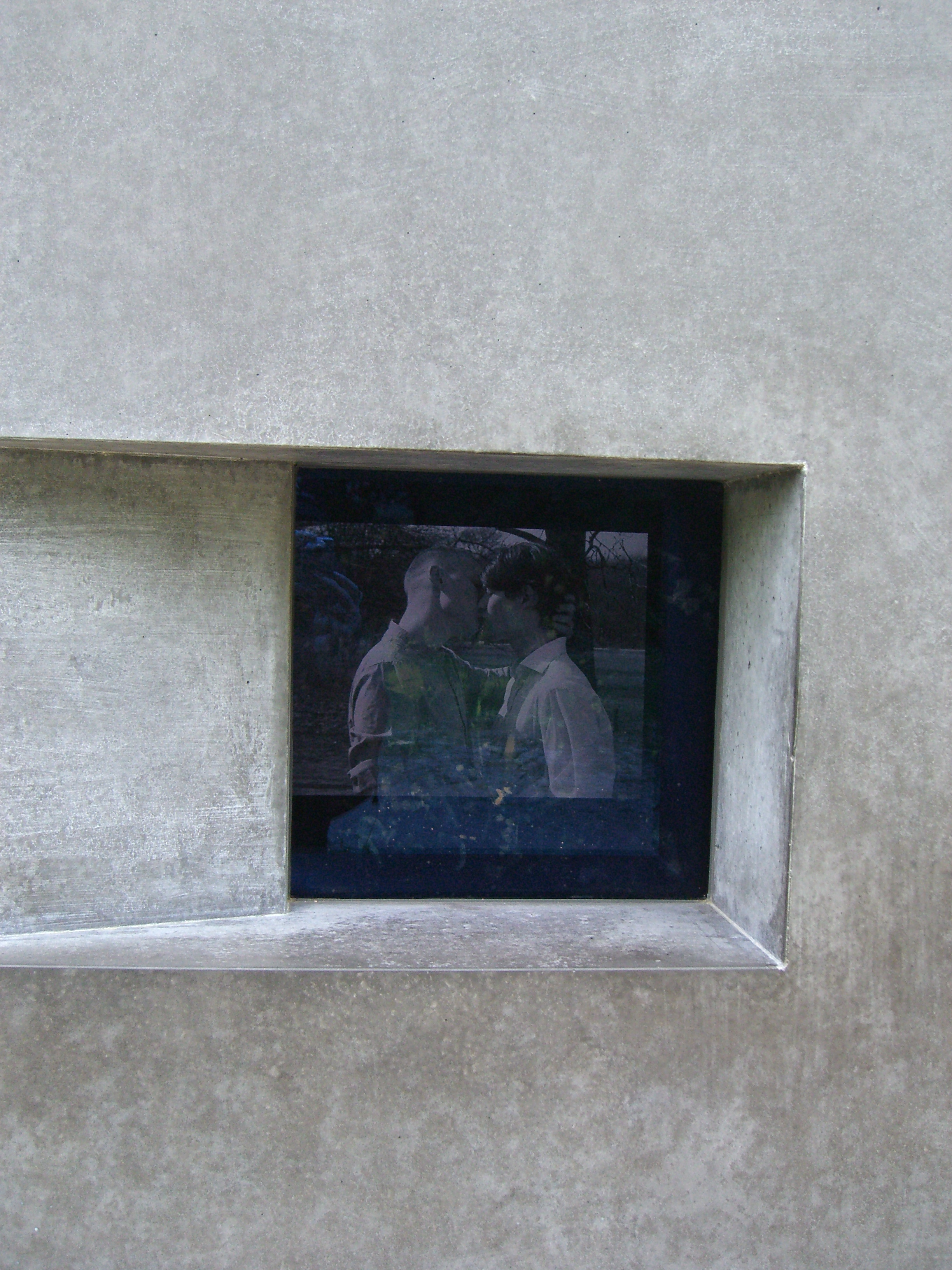
Vídeo del monumento

La inauguración se produjo el 27 de mayo de 2008 con la presencia de políticos y autoridades tales como el alcalde de Berlín Klaus Wowereit, el presidente del Bundestag Wolfgang Thierse, el ministro de cultura alemán Bernd Neumann, Volker Beck y Renate Künast. Además el acto contó con la presencia del único homosexual superviviente en la fecha de los campos de concentración nazis, Rudolf Brazda. El alcalde Wowereit fue el encargado del discurso inaugural del monumento.

## Polémica
Una vez conocido el resultado del concurso de proyectos del monumento, que ganaron Michael Elmgreen y Ingar Dragset, se desató una polémica con respecto al vídeo del monumento que mostraba dos hombres besándose. Concretamente sobre si incluir o no también a dos lesbianas besándose. No hay registros sobre la muerte o reclusión en campos de lesbianas bajo el régimen nazi, aunque sí hay datos sobre otras formas de represión contra ellas como el cierre de locales de lesbianas y su obligado marcaje con el triángulo negro. La revista feminista EMMA protestó por la exclusión y reclamó que el monumento también debería recordar la persecución de las lesbianas.
Como resultado de esta polémica se estableció que el vídeo cambiaría cada dos años para que también mostrara dos lesbianas besándose.